# Santa Leocádia (Chaves)
Santa Leocádia é uma povoação portuguesa sede da Freguesia de Santa Leocádia do Município de Chaves, freguesia com 13,1 km2 de área e 254 habitantes (censo de 2021), tendo, por isso, uma densidade populacional de 19,4 hab./km².

## Povoações
Além da sede, a freguesia engloba as povoações de Adães, Carregal, Fornelos, Matosinhos, Santa Ovaia e Vale do Galo e tem Santa Leocádia como padroeira.

## Demografia
A população registada nos censos foi:
| Distribuição da População por Grupos Etários | Distribuição da População por Grupos Etários | Distribuição da População por Grupos Etários | Distribuição da População por Grupos Etários | Distribuição da População por Grupos Etários |
| -------------------------------------------- | -------------------------------------------- | -------------------------------------------- | -------------------------------------------- | -------------------------------------------- |
| Ano                                          | 0-14 Anos                                    | 15-24 Anos                                   | 25-64 Anos                                   | > 65 Anos                                    |
| 2001                                         | 45                                           | 48                                           | 202                                          | 124                                          |
| 2011                                         | 23                                           | 24                                           | 155                                          | 122                                          |
| 2021                                         | 11                                           | 11                                           | 106                                          | 126                                          |

## Património
- Igreja de Santa Leocádia